# Роберт Поповски
Роберт Поповски-Пушинела (на македонска литературна норма: Роберт Поповски) е политик, министър без ресор, отговарящ за комуникациите, отчетността и прозрачността на Република Македония от 1 юни 2017 г.

## Биография
Роден е на 14 май 1967 г. в Скопие. Завършва новинарство в Скопския университет. От 1985 г. работи като новинар в скопската рубрика на вестниците „Нова Македония“ и „Вечер“. През 1987 г. започва да води новините на Македонската радио-телевизия (МРТ). През 90-те години е редактор на новините в телевизиите „Сител“ и „Телма“, а в същото време е води предаване за политически анализи. От 2002 до 2006 г. е главен и отговорен редактор на Канал 5, а дълги години води емисията „Икс-нула“. В периода 2006 – 2010 г. е председател на Сдружението на новинарите на Македония. От 2013 г. е директор на центъра за комуникации на СДСМ.